# Rudolf Ott
Rudolf Alois Franz šlechtic von Ott (2. února 1806 Brno – 31. prosince 1880 Brno) byl moravsko-rakouský právník a politik německé národnosti, v letech 1855–1861 a 1868–1870 starosta Brna.
Jeho otec Alois pocházel z Bavorska. V roce 1829 vystudoval práva, o čtyři roky později byl jmenován advokátem. Své praxi se věnoval téměř půl století, k jeho klientům patřila řada významných rodin (Kinští, Mensdorff-Pouilly, Mitrovští, Podstatští-Lichtenštejnové, aj.) i saský král. Roku 1856 získal od bavorského krále Maxmiliána II. šlechtický titul, v roce 1860 se stal rytířem řádu Františka Josefa.
Byl členem německé liberální strany, od roku 1851 až do své smrti roku 1880 byl členem brněnského obecního výboru. V letech 1855–1861 a 1868–1870 byl brněnským starostou. Během jeho působení v této funkci se Brno roku 1869 stalo prvním městem v českých zemích, kde začala jezdit koněspřežná tramvaj.
S manželkou Marií, rozenou Christophovou, měl tři dcery. Nejstarší Gabriela se provdala za advokáta a politika Karla Reissiga.